# Sancaktepe Belediyespor
Sancaktepe Belediyespor is een in 2008 opgerichte Turkse voetbalclub uit het Anatolische gedeelte van Istanbul, gelegen in het district Sancaktepe.

## Geschiedenis
Aan het eind van het seizoen 2009-2010 promoveerde de club voor het eerst naar de Spor Toto 3. Lig waarmee het mocht uitkomen in de Turkse professionele competities. Het team eindigde in het seizoen 2016-17 als kampioen in groep I van de Spor Toto 3. Lig, waardoor promotie naar de Spor Toto 2. Lig werd afgedwongen.

## Stadion
Het stadion van de ploeg heette initieel het Hakan Şükür Stadion. Vanaf april 2014 werd het Sancaktepe Şehir Stadion genoemd, om vervolgens de naam 15 Temmuz Stadion over te nemen (een verwijzing naar de datum 15 juli, waarop in 2006 een poging tot staatsgreep plaatsvond in Turkije).

## Competitie resultaten
- Spor Toto 2. Lig

2017-
- Spor Toto 3. Lig

2010-2017
- Amateurs: 2008-2010

## Erelijst
- Spor Toto 3. Lig

Kampioen (1) : 2016-2017